# Maxburretia
Maxburretia là một chi chứa 3 loài cọ lá quạt hiếm gặp trong họ Arecaceae, được tìm thấy tại miền nam Thái Lan và Malaysia. Chi này được đặt tên như vậy là để vinh danh Max Burret., một nhà thực vật học người Đức.

## Các loài
1. Maxburretia furtadoana J.Dransf. - miền nam Thái Lan.
2. Maxburretia gracilis (Burret) J.Dransf - miền nam Thái Lan, quần đảo Langkawi.
3. Maxburretia rupicola (Ridl.) Furtado - Selangor, Malaysia.